# Camamilla americana
La camamilla americana (Tagetes minuta) és una espècie d'herbàcia i anual dins la família de les asteràcies. És nativa del Perú i la Yunga i altres valls altes de Bolívia. Al Perú rep el nom quítxua de «huacatay».

## Etimologia
- Tagetes: mot llatí el qual probablement esdevé del nom del déu etrusc Tages, senyor de l'inframon i net de Júpiter.[3]
- minuta: mot llatí que significa menut, insignificant.[4]

## Descripció
Herba glabra, erecta i aromàtica que pot assolir els 2 m d'alçada. Les fulles són majoritàriament oposades, pinnades i de 10 cm de longitud. Els folíols són de 3 a 9, estrets i el·líptics-lanceolats, de 2 a 8 cm de longitud, finament dentats i puntejats amb glàndules d'oli essencial. La inflorescència està composta per capítols subsèssils, estrets i agrupats en corimbes terminals densos. Cada capítol té de 4 a 8 flors. Dos o tres d'estes són ligulades i d'un groc pàl·lid. L'involucre és cilíndric i tubular, amb glàndules allargades disposades en fileres, contenint aquenis estrets, molt adherents, pubescents, negrosos, amb escates lineals, apicals i desiguals. La floració es dona durant l'estiu i la tardor.

## Usos
A la gastronomia peruana es fa servir com condiment en la preparació dels ajís com salsicucho (un guisat) i altres plats. És un ingredient indispensable per preparar ocopa, una salsa a base de coralet, ceba, alls i cacauet típica de la regió d'Arequipa. A més junt amb el chincho és una de les herbes aromàtiques indispensables per fer la pachamanca i un ingredient pel pollastre a la brasa.
Tagetes minuta també es fa servir com a plaguicida (nematicida) en decocció i com a repel·lent de nematode sembrat entre les hortalisses en agricultura orgànica. Se li atribueixen algunes propietats medicinals com la de digestiu, carminatiu i antiavortiu. La decocció de flors i fulles fresques s'empra per alleujar els refredats i bronquitis, mentre que la infusió de les fulles ajuda amb els dolors gàstrics. De les seues fulles s'extrau un oli essencial utilitzat en perfumeria.

## Galeria

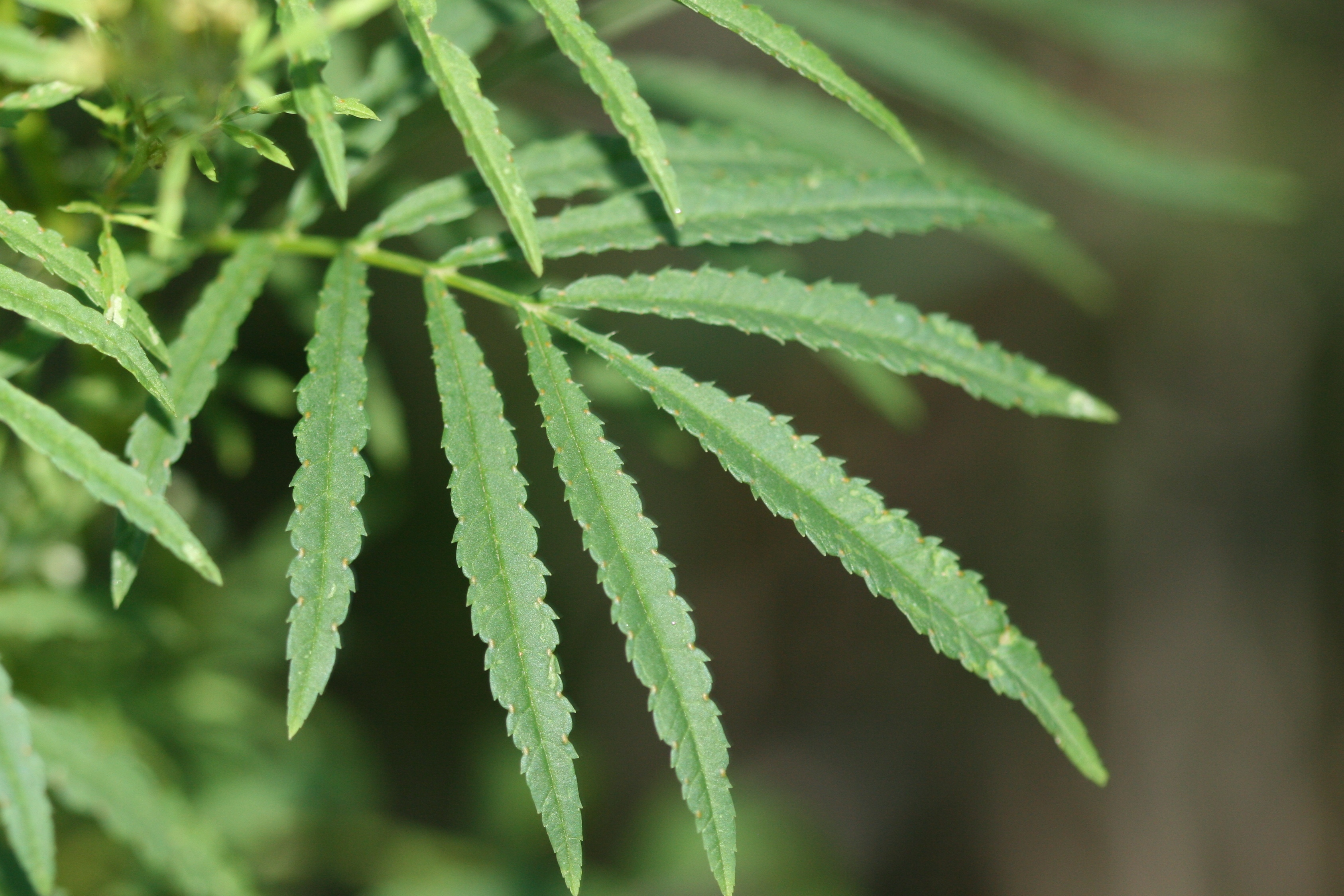
Fulla
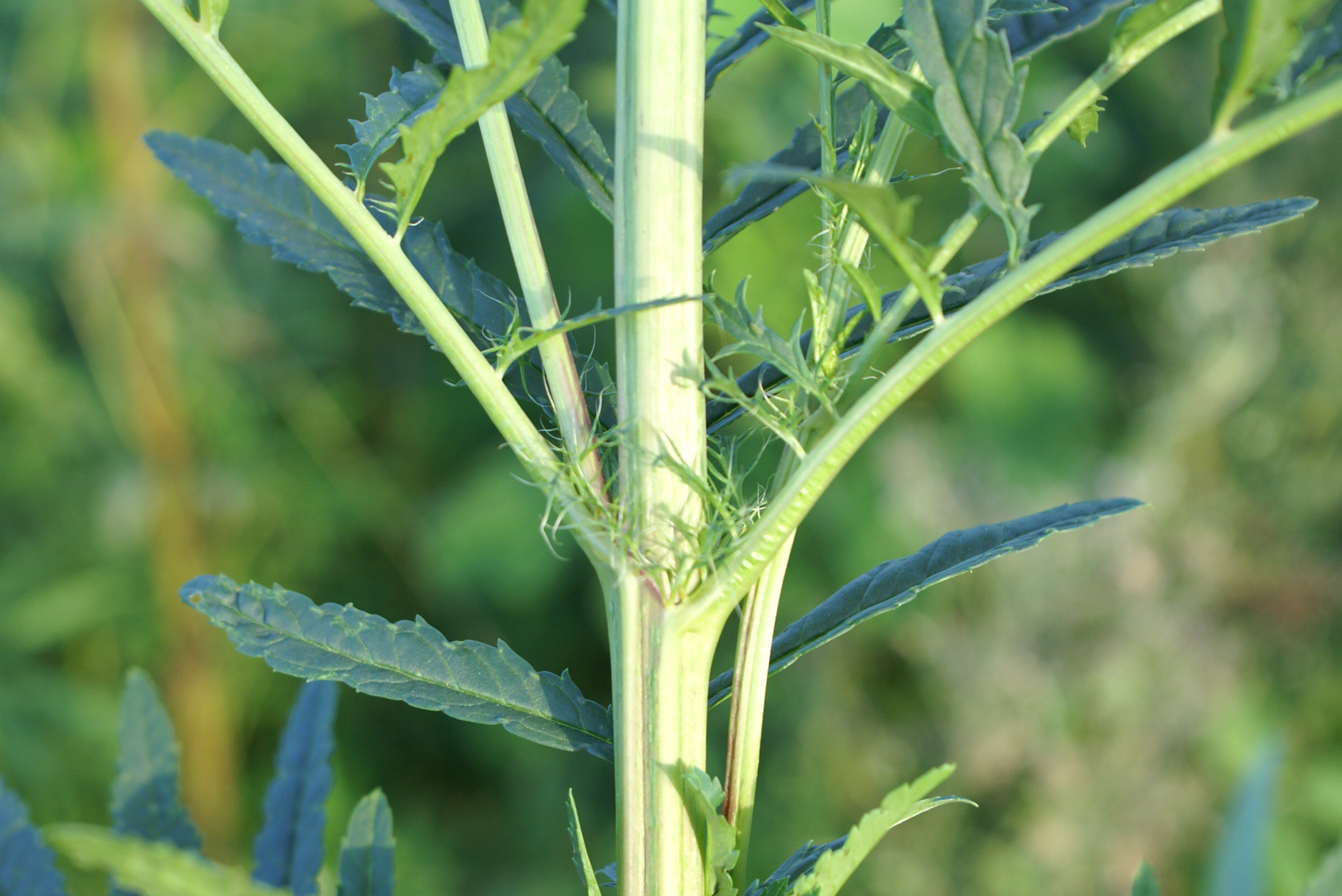
Titja
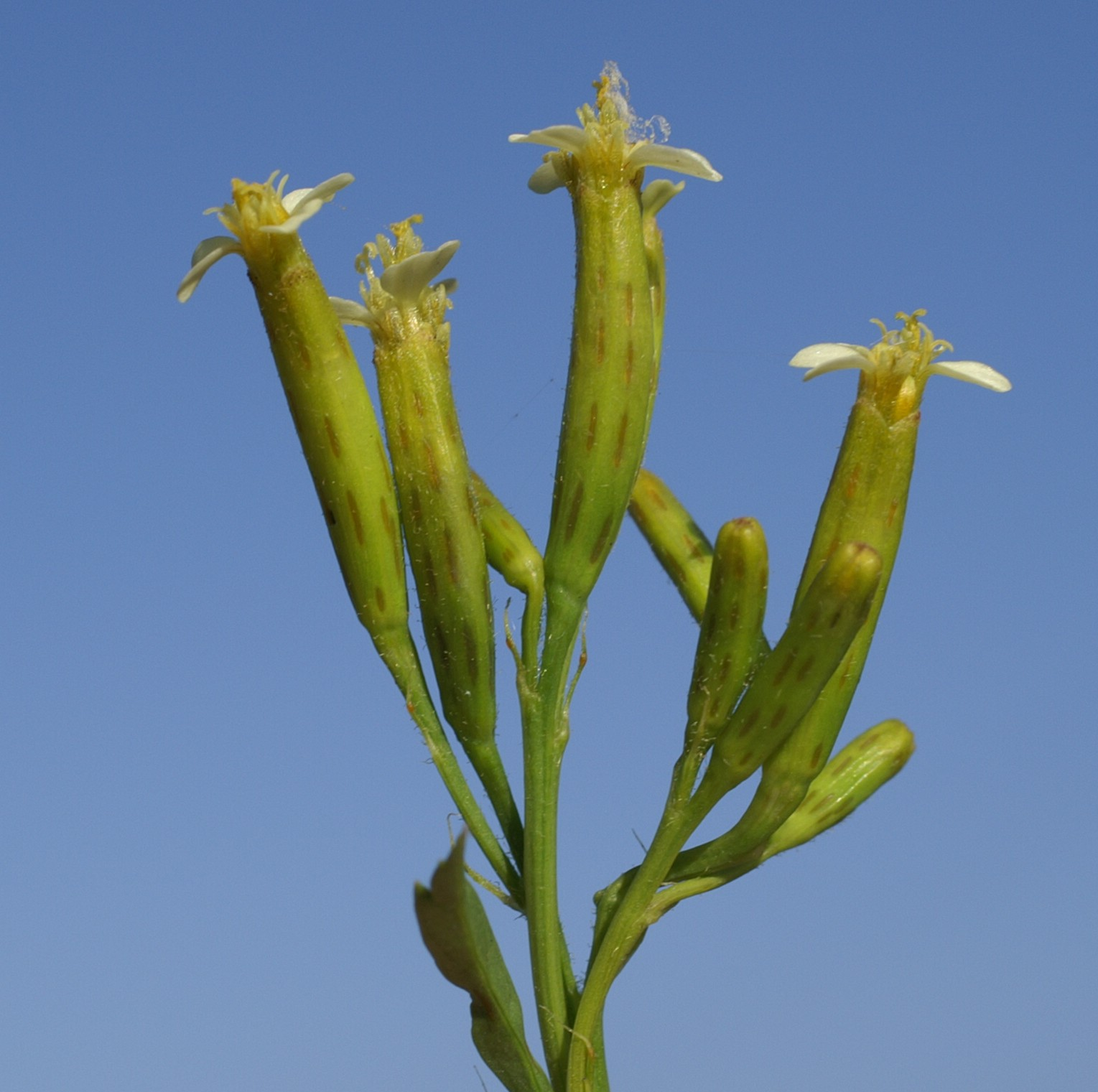
Inflorescència
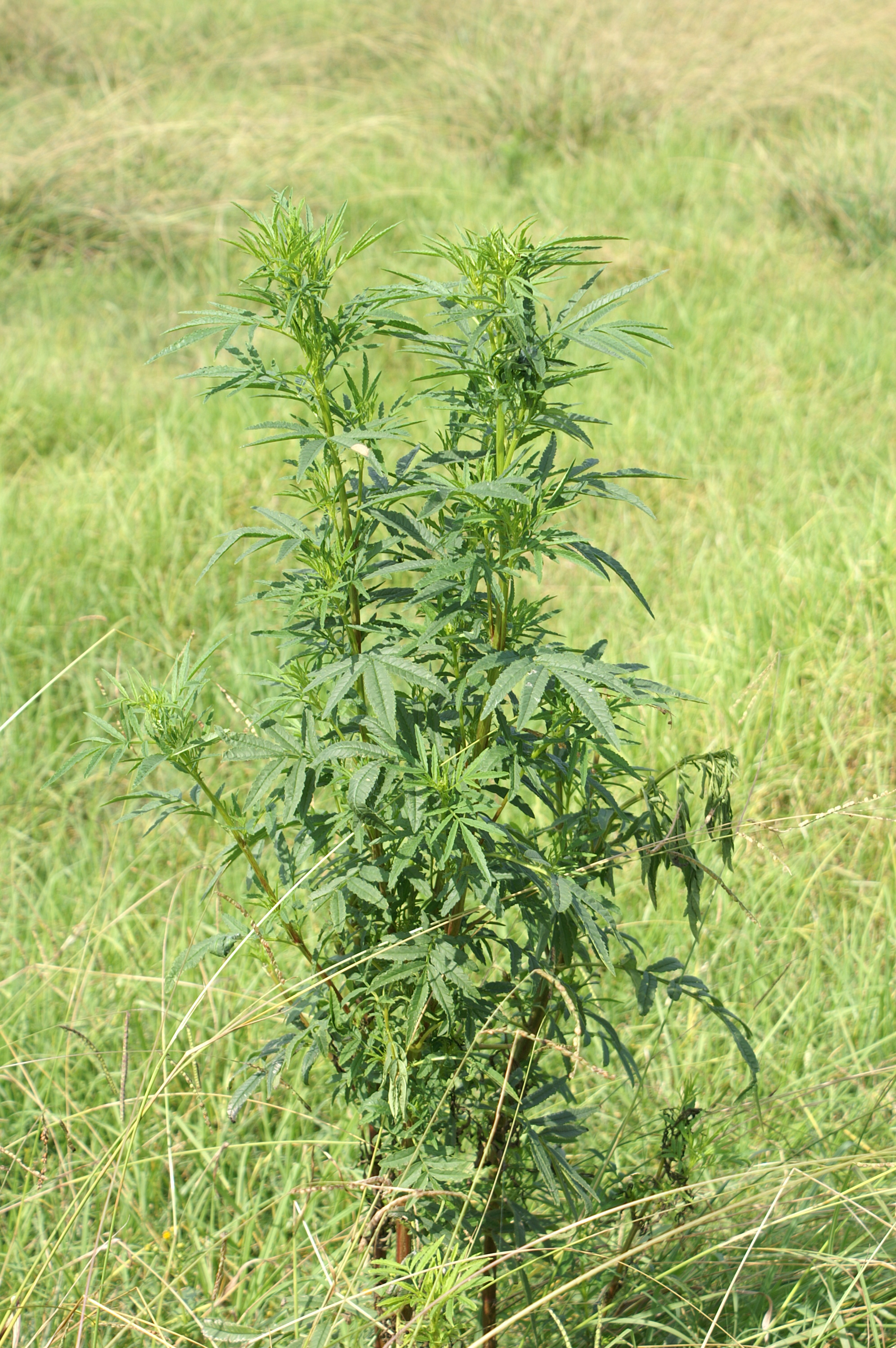
En camp
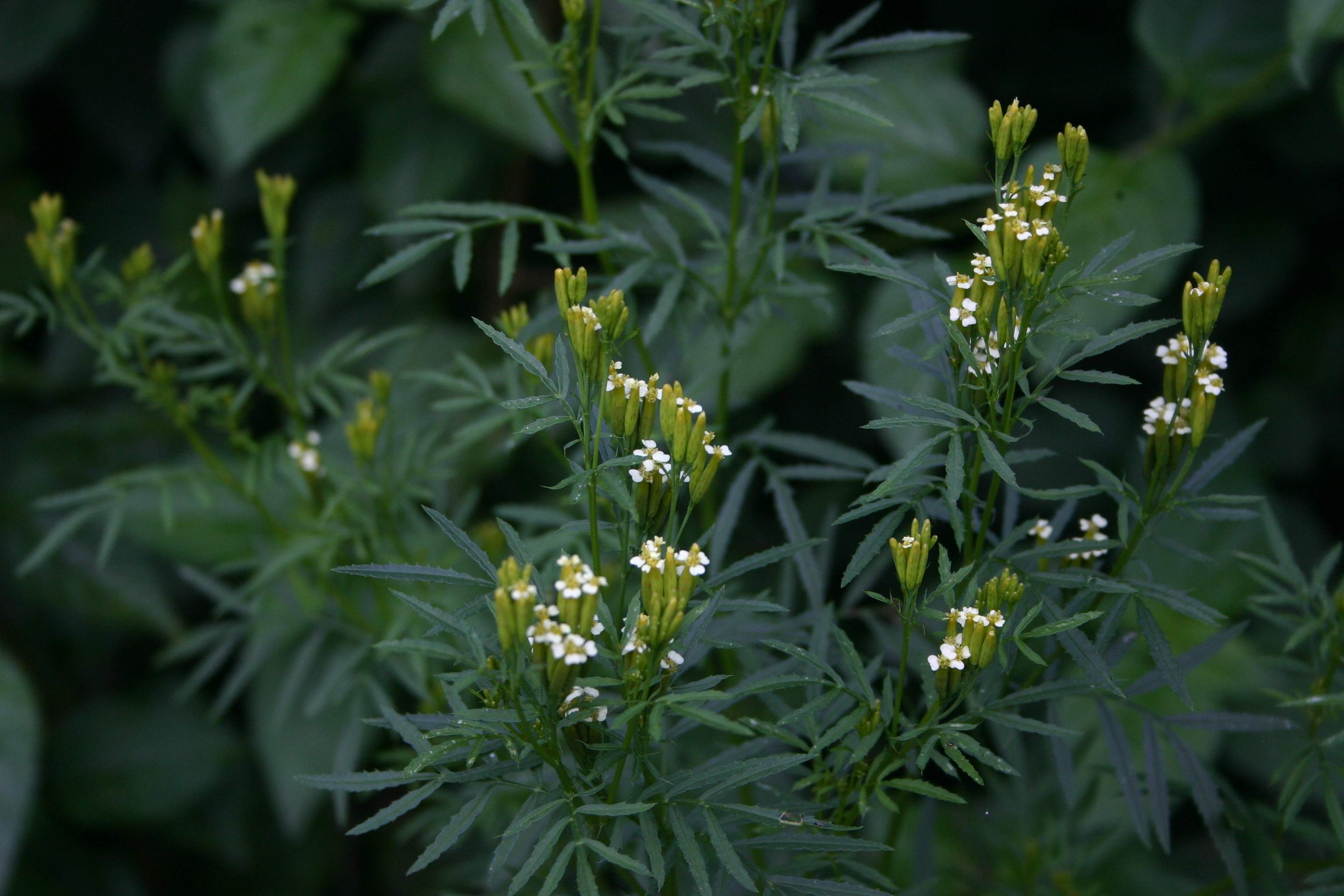
Individu cultivat